# Badorter i Nicaragua

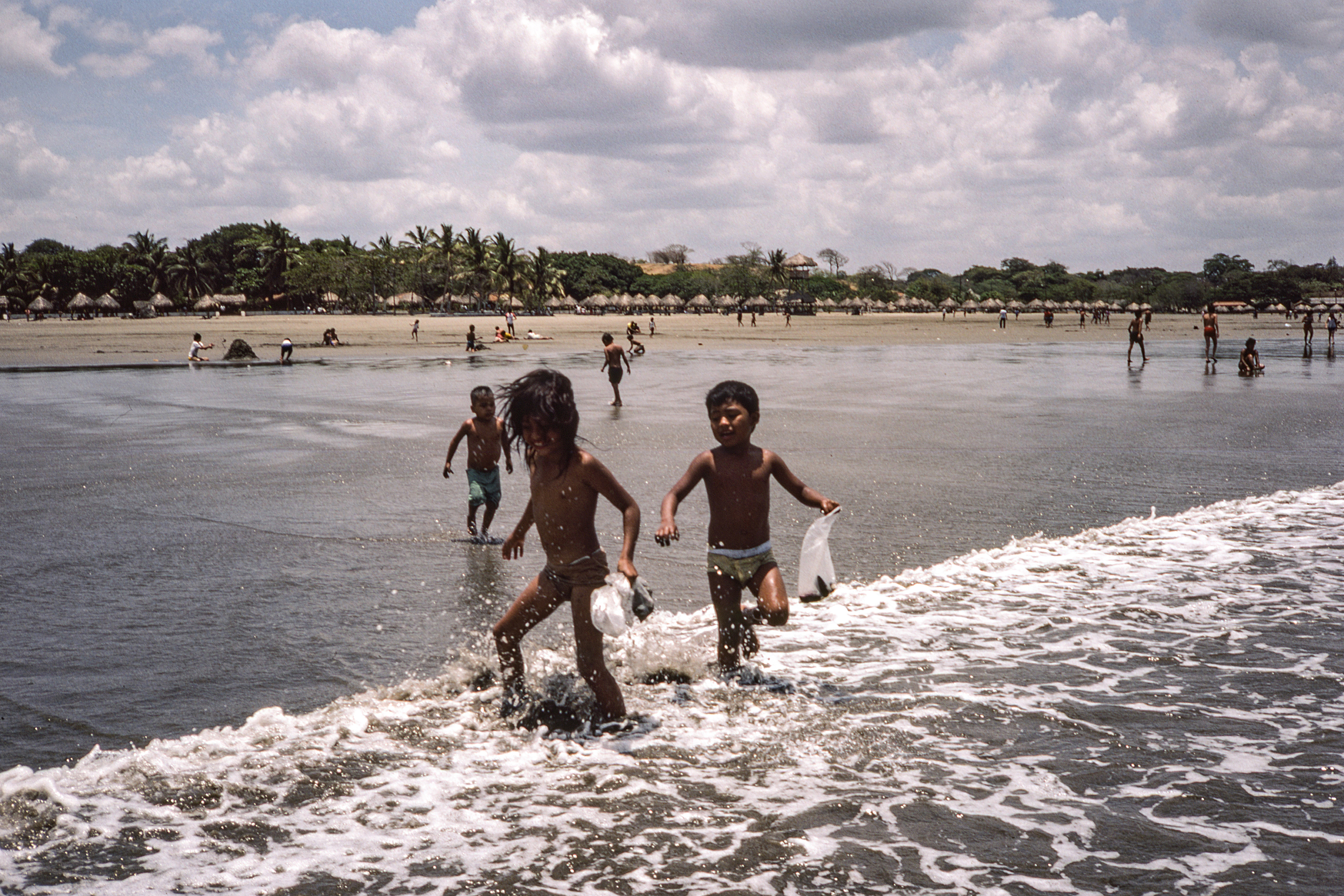
Sandstranden i Pochomil

Nicaragua har ett radband av badorter med fina sandstränder längs Stillahavskusten. Under påskveckan flockas Nicaraguanerna till badorterna, men under övriga året är de flesta badstränder glest besökta. Flera av dem har utmärkta surfingvågor dit surfare från hela världen kommer. Bland utlänningar är San Juan del Sur den populäraste badorten med sol, bad och surfing på dagarna och intensiva fester på kvällar och nätter.

## Lista över Nicaraguas badorter
Stillahavskustens badorter är här listade från norr till söder följt av Karibiska havets badorter från söder till norr. Alla har fina sandstränder med utmärkta badmöjligheter.
| Bild | Badort                                  | Kommun               | Departement | Folkmängd (2005) | Attraktioner (förutom badstrand)                     |
| ---- | --------------------------------------- | -------------------- | ----------- | ---------------- | ---------------------------------------------------- |
|      | Mechapa                                 | El Viejo             | Chinandega  | 790              | Cosigüinavulkanen Estero Padre Ramos Vandring        |
|      | Venecia                                 | El Viejo             | Chinandega  | 283              | Estero Padre Ramos Kayaking Fågelskådning            |
|      | Padre Ramos                             | El Viejo             | Chinandega  | 618              | Estero Padre Ramos Kayaking Fågelskådning            |
|      | Los Zorros                              | El Viejo             | Chinandega  | 321              | Estero Padre Ramos Kayaking Fågelskådning            |
|      | Jiquilillo                              | El Viejo             | Chinandega  | 665              | Estero Padre Ramos Surfing Fisk                      |
|      | Playa Nahualapa El Manzano              | El Viejo             | Chinandega  | 1 117            | Surfing Ridning Vandring                             |
|      | Santa María del Mar                     | El Viejo             | Chinandega  | 218              | Surfing Vandring Båtturer                            |
|      | Aposentillo                             | El Viejo             | Chinandega  |                  | Surfing Vandring Ridning                             |
|      | Aserradores                             | El Viejo             | Chinandega  | 623              | Gästhamn Surfing the Boom Estuarium                  |
|      | Playa Paso Caballos                     | Corinto              | Chinandega  | 61               | Sandskulpturer Fiskrestauranger Estuarium            |
|      | Corinto Playa El Espigón                | Corinto              | Chinandega  | 16 466           | Kontainerhamn Fiskrestauranger Kryssningsfartyg      |
|      | Poneloya                                | León                 | León        | 1 719            | Fiskrestauranger Estuarium Havsströmmar              |
|      | Las Peñitas                             | León                 | León        | 721              | Isla Juan Venado Surfing Kayaking                    |
|      | Salinas Grandes                         | León                 | León        | 147              | Isla Juan Venado Surfing Fågelskådning               |
|      | Miramar                                 | Nagarote             | León        | 451              | Surfing Fiske Estuarium                              |
|      | El Velero                               | Nagarote             | León        |                  | Estuarium Naturbassänger                             |
|      | Playa Hermosa                           | Nagarote             | León        |                  | Surfing                                              |
|      | El Tránsito                             | Nagarote             | León        | 1 113            | Surfing Fisk Kanoting                                |
|      | Tecolote                                | Nagarote             | León        | 201              | Estuarium                                            |
|      | San Diego                               | Villa Carlos Fonseca | Managua     | 638              | Surfing Gran Pacífica Resort Golf                    |
|      | Costa Azul Playa Quizalá                | San Rafael del Sur   | Managua     |                  |                                                      |
|      | Montelimar                              | San Rafael del Sur   | Managua     |                  | Surfing Barceló Montelimar                           |
|      | Masachapa                               | San Rafael del Sur   | Managua     | 4 264            | Surfing Fisk                                         |
|      | Pochomil                                | San Rafael del Sur   | Managua     | 1 227            | Surfing Segling Dykning                              |
|      | Masapa                                  | Diriamba             | Carazo      | 113              |                                                      |
|      | La Boquita                              | Diriamba             | Carazo      | 527              | Båtturer Fiskrestauranger Ridning                    |
|      | Casares                                 | Diriamba             | Carazo      | 1 351            | Surfing Fiske                                        |
|      | Huehuete                                | Jinotepe             | Carazo      | 759              |                                                      |
|      | Tupilapa                                | Jinotepe             | Carazo      | 158              |                                                      |
|      | El Astillero                            | Tola                 | Rivas       | 982              | Viltreservatet Chacocente Surfing Sköldpaddor        |
|      | Popoyo Playa Santana Playa Guasacate    | Tola                 | Rivas       |                  | Surfing Naturbassänger Ridning                       |
|      | Playa Colorado                          | Tola                 | Rivas       |                  | Surfing Hacienda Iguana Resort Golf                  |
|      | El Gigante Playa Gigante Playa Amarilla | Tola                 | Rivas       | 322              | Fiske Vandring                                       |
|      | Playa Manzanillo                        | Tola                 | Rivas       |                  | Surfing Golf                                         |
|      | Morgan's Rock Playa Ocotal              | San Juan del Sur     | Rivas       |                  | Lyxigt ekohotel Kayaking Apor                        |
|      | Playa Majagual                          | San Juan del Sur     | Rivas       |                  | Snorkling Fiske Pangaturer                           |
|      | Las Marías Playa Maderas Playa Marsella | San Juan del Sur     | Rivas       | 459              | Surfing Segling Dykning                              |
|      | Nacascolo                               | San Juan del Sur     | Rivas       | 129              |                                                      |
|      | San Juan del Sur                        | San Juan del Sur     | Rivas       | 7 220            | Nattliv Kryssningsfartyg Djuphavsfiske               |
|      | Playa Remanso San Rafael El Sucio       | San Juan del Sur     | Rivas       |                  | Surfinglektioner                                     |
|      | Playa Hermosa                           | San Juan del Sur     | Rivas       |                  | Surfing                                              |
|      | Playa El Yankee                         | San Juan del Sur     | Rivas       |                  | Surfing                                              |
|      | Playa El Coco                           | San Juan del Sur     | Rivas       |                  | Surfing Parque Maritimo Viltreservatet Playa La Flor |
|      | El Ostional                             | San Juan del Sur     | Rivas       | 788              | Ridning Sköldpaddor Strandvolleyboll                 |
|      | El Pochote                              | San Juan del Sur     | Rivas       | 395              |                                                      |
|      | El Bluff                                | Bluefields           | Caribe Sur  | 1 833            |                                                      |
|      | Big Corn Island                         | Corn Island          | Caribe Sur  | 6 131            | Korallrev Hummer Palmer                              |
|      | Little Corn Island                      | Corn Island          | Caribe Sur  | 495              | Inga vägar Palmer                                    |